# Klisa (miasto Lipik)
Klisa – wieś w Chorwacji, w żupanii pożedzko-slawońskiej, w mieście Lipik. W 2011 roku liczyła 73 mieszkańców.